# Béla Váradi
Béla Váradi (Budapest, 12 aprile 1953 – 23 gennaio 2014) è stato un calciatore ungherese, di ruolo ala.

## Palmarès

### Club

#### Competizioni nazionali
- Campionato ungherese: 1

Vasas: 1976-1977
- Coppa d'Ungheria: 2

Vasas: 1973, 1981

#### Competizioni internazionali
- Coppa Mitropa: 2

Vasas: 1969-1970, 1982-1983

### Nazionale
- Argento olimpico: 1

Monaco di Baviera 1972

### Individuale
- Capocannoniere del campionato ungherese: 1

1976-1977 (36 gol)